# Len Ganley
Len Ganley MBE (* 27. April 1943 in Lurgan, County Armagh; † 28. August 2011) war ein nordirischer Snookerschiedsrichter.

## Karriere
Obwohl Ganley 1971 nur einen kurzen Aufenthalt bei seiner Schwester in Burton-upon-Trent plante, wohnte er fortan in England. Nachdem er zunächst als Milchmann und Busfahrer gearbeitet hatte, begann er 1976 eher zufällig seine Karriere als professioneller Snookerschiedsrichter: Während eines Exhibition-Matches mit Ray Reardon erschien der angesetzte Schiedsrichter nicht. Ganley sprang für diesen ein und überzeugte sofort durch sein energisches Auftreten. Also riet ihm Reardon, fortan häufiger als Schiedsrichter zu fungieren.
Zwischen 1983 und 1993 leitete er vier Snookerweltmeisterschafts-Finale. Außerdem wurde er als Finalschiedsrichter der UK Championship 1983 angesetzt und leitete zudem die Partie zwischen Ronnie O’Sullivan und Mick Price während der Snookerweltmeisterschaft 1997, in der O’Sullivan das schnellste Maximum Break der Snookergeschichte erzielen konnte. Nachdem Ganley 1999 seine aktive Laufbahn beendet hatte, half er bei der Ausbildung junger Schiedsrichter.

## Privates
Ganley wuchs als eines von 11 Kindern in Armagh (Nordirland) auf.
Bereits in Nordirland begann er mit dem Snookerspielen und gewann verschiedene lokale Titel in Großbritannien und Irland. Sein höchstes Break war ein 136er-Break.
2002 erlitt er einen Herzinfarkt, bevor der an Diabetes erkrankte Ganley am 28. August 2011 mit 68 Jahren starb. Seine Familie bat – anstatt der üblichen Beileidsbekundungen – um Spenden für die Paul Hunter Foundation.

“Len did a very good job of being a referee and a personality at the same time. A referee is supposed to be unseen and he liked the limelight, but he still managed to do the job properly. He was a great character off the table, but in the arena he was an excellent referee. He knew the game as a player, having made century breaks himself, so when he was in charge of your match it was nice to know how well he understood the game.”

„Len war sowohl ein großer Schiedsrichter als auch eine große Persönlichkeit. Als Schiedsrichter sollte man immer unsichtbar sein; er allerdings liebte das Rampenlicht, verhielt sich aber trotzdem stets korrekt. Er hatte zwar seine Eigenarten fernab des Tisches, aber am Tisch selbst war er ein exzellenter Schiedsrichter. Er kannte das Geschehen auch aus der Sicht eines Spielers, der selbst schon Century-Breaks erzielt hatte. Insofern war es gut zu wissen wie sehr er das Spiel verstand, wenn er für dein Match verantwortlich war.“

Sein Sohn Mike Ganley ist WPBSA-Turnierdirektor.

## Auftritte in den Medien
Obwohl er keinen Alkohol trank, trat Ganley in den frühen 1980er-Jahren in einem Werbespot für die Biermarke Carling auf. Darin zerdrückt Ganley die weiße Kugel mit seinen eigenen Händen, nachdem John Spencer diese – während eines Spiels gegen Terry Griffiths – vom Tisch gestoßen hatte.
1985 wurde er von der englischen Indie-Rock-Band Half Man Half Biscuit mit dem Lied The Len Ganley Stance besungen.